# Mekarsari (Way Sulan)
Mekarsari is een bestuurslaag in het regentschap Lampung Selatan van de provincie Lampung, Indonesië. Mekarsari telt 2382 inwoners (volkstelling 2010).